# Хаифа
Хаифа (хебр. חיפה — Ḥефа, арап. ‏حيفا‎ — Ḥауфā) је град у Израелу, у округу Хаифа. Према процени из 2022. у граду је живело 290.306 становника и по томе је трећи град у држави. Хаифа је лука на медитеранској обали, у подножју планине Кармел.

## Клима
| Клима Хаифе                | Клима Хаифе | Клима Хаифе | Клима Хаифе | Клима Хаифе | Клима Хаифе | Клима Хаифе | Клима Хаифе | Клима Хаифе | Клима Хаифе | Клима Хаифе | Клима Хаифе | Клима Хаифе | Клима Хаифе |
| Показатељ \ Месец          | .Јан.       | .Феб.       | .Мар.       | .Апр.       | .Мај.       | .Јун.       | .Јул.       | .Авг.       | .Сеп.       | .Окт.       | .Нов.       | .Дец.       | .Год.       |
| -------------------------- | ----------- | ----------- | ----------- | ----------- | ----------- | ----------- | ----------- | ----------- | ----------- | ----------- | ----------- | ----------- | ----------- |
| Средњи максимум, °C (°F)   | 16 (61)     | 15 (59)     | 18 (64)     | 21 (70)     | 23 (73)     | 26 (79)     | 28 (82)     | 29 (84)     | 28 (82)     | 26 (79)     | 22 (72)     | 17 (63)     | 22,4 (72,3) |
| Средњи минимум, °C (°F)    | 11 (52)     | 11 (52)     | 13 (55)     | 15 (59)     | 18 (64)     | 22 (72)     | 24 (75)     | 25 (77)     | 23 (73)     | 21 (70)     | 17 (63)     | 12 (54)     | 17,6 (63,7) |
| Количина падавина, mm (in) | 175 (68,9)  | 109 (42,9)  | 41 (16,1)   | 25 (9,8)    | 5 (2)       | 2 (0,8)     | 2 (0,8)     | 2 (0,8)     | 3 (1,2)     | 25 (9,8)    | 94 (37)     | 185 (72,8)  | 668 (263)   |
| Извор: Туристически портал |             |             |             |             |             |             |             |             |             |             |             |             |             |

## Становништво
Према процени, у граду је 2011. живело 282.832 становника.
| 1983.   | 1995.   | 2011.   | 2021.   |
| ------- | ------- | ------- | ------- |
| 225.775 | 255.914 | 265.900 | 282.832 |

## Партнерски градови
- Марсељ
- Портсмут
- Ерфурт
- Лондоска општина Хекни
- Манила
- Сан Франциско
- Сучава
- Олборг
- Кејптаун
- Бремен
- Антверпен
- Мајнц
- Торино
- Санкт Петербург
- Диселдорф
- Росарио
- Одеса
- Шангај
- Кобе
- Бостон
- Лимасол
- Форт Лодердејл
- Манхајм
- Њукасл на Тајну
- Вест Хартфорд
- Санто Доминго
- Гвајакил
- Лексингтон
- Шенџен
- Вирџинија
- Новокузњецк
- Палм Дезерт